# پدرو پائولو دی اولیویرا
پدرو پائولو دی اولیویرا (به پرتغالی: Pedro Paulo de Oliveira) هافبک اهل برزیل است که در شهر ریودو ژانیرو و در تاریخ ۲۹ ژوئن ۱۹۷۷ به دنیا آمده‌است.
پدرو پائولو دی اولیویرا در تیم‌های فوتبال واسکو دوگاما سابقهٔ حضور دارد.